# القانون العام الخارجي
يضطلع القانون العام الخارجي بانه  القانون  الذي يحكم العلاقات التي يتجاوز نطاقها حدود إقليم الدولة إلى الخارج بين الدولة وغيرها من الدول والمنظمات الدولية، لذا فإنه يتمثل في القانون الدولي العام.